# Hardcore Holly
Robert William ("Bob") Howard, född 29 januari 1963 i Glendale i Kalifornien, är en amerikansk fribrottare som är mest känd för sin tid i World Wrestling Entertainment under artistnamnet Bob "Hardcore" Holly.
Innan han blev brottare, arbetade han som svetsare. Stan Frazier, Eddie Sullivan och Rip Tyler tränade honom och han debuterade år 1990. Tidigt 1992 brottades han i förbundet Smoky Mountain Wrestling i Tennessee. Holly debuterade i WWF, senare WWE, den 11 januari 1994. 
I juli 2005, öppnade han Bob Holly Academy, en professionell brottningsskola i Mobile, Alabama, hans hemstad.